# الحاجر (عسير)
الحاجر هو مركز بمحافظة ظهران الجنوب التابعة لمنطقة عسير في جنوب المملكة العربية السعودية.

## الموقع
يقع الحاجر 20 كيلومتر جنوب محافظة ظهران الجنوب.

## السكان
يبلغ عدد سكان الحاجر أكثر من 1800 نسمة.

## المرافق
يوجد في الحاجر مركز الحاجر، ومركز صحي، ووجود عدد من المدارس للبنين والبنات بجميع المراحل.